# Салаца
Салаца (латис. Salaca, лів. Salatsa) — річка на півночі Латвії, притока — Мазсалаца, витік річки у озері Буртніекс, довжина 95 км. 

## Географія
Тече по Латвійській північній лісовій рівнині, переважно в межах Північновідземського біосферного заповідника. Річка протікає через три міста, Мазсалаца, Стайцеле і Салацгрива. Впадає в Ризьку затоку Балтійського моря в місті Салацгрива.
Салаца — прекрасне місце відпочинку; з переважно швидким потоком, багатьма піщаними скелями і печерами, річка гарно підходить для кількаденних походів на човні. Береги річки місцями скелясті, з червоного пісковика девонського періоду, а в околицях ростуть ліси.Найдовші природні печери Латвії - печери Даушені, довжиною понад 300 метрів розташовані на березі Салаци.

## Фауна
У річці водяться плотва, окунь, лящ, щука і лосось.

## Історія та культура
У верхів'ях річки розташована неолітична стоянка, яка відома під назвою Ріннюкалнс, розкопки який велися з 1875 р . Також верхів'я Салаци відоме поселеннями лівів, що існували до другої половини XIX століття .
Популярними місцями для туризму є містечко Мазсалаца та музей в садибі Вальтенберґю. 

## Галерея

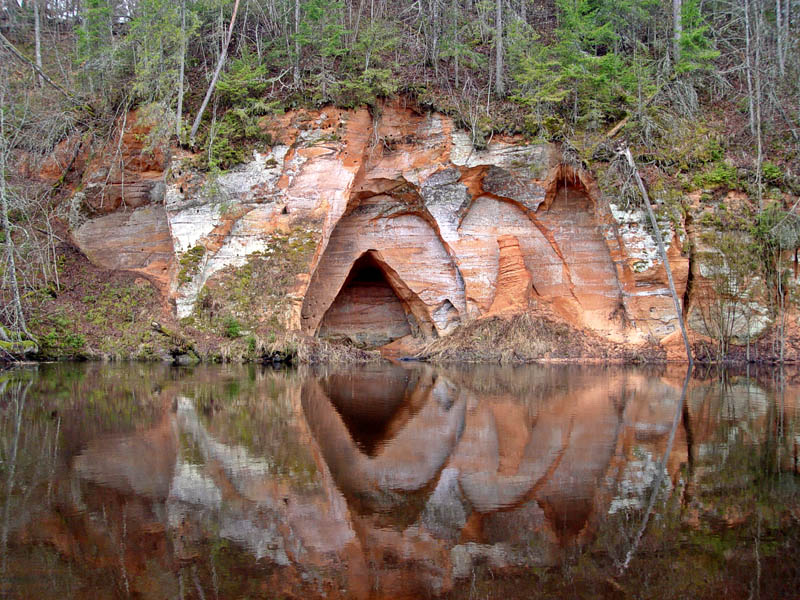
Печера Енгелю (Ангелів)
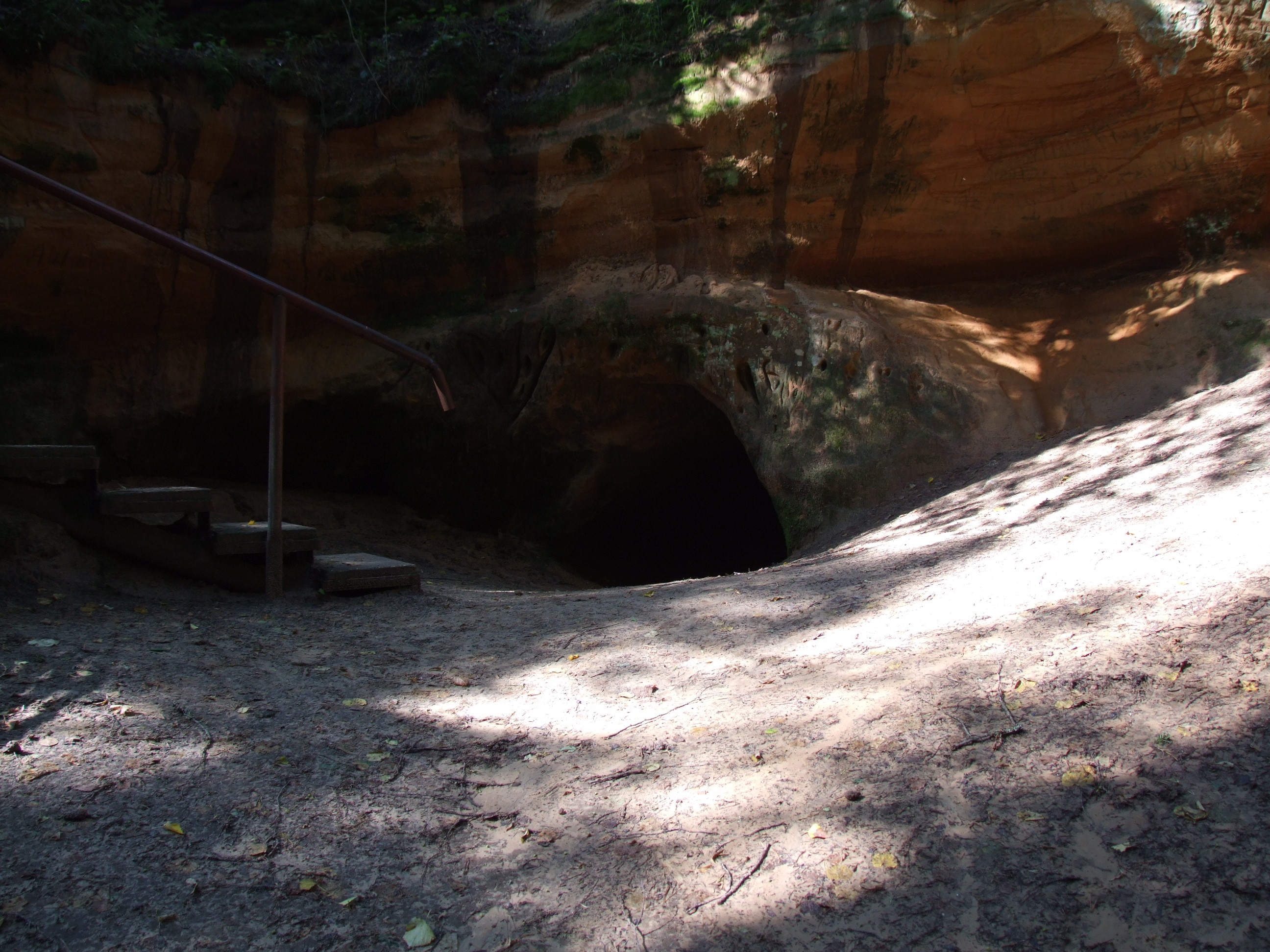
Чортова печера (Velna alas)
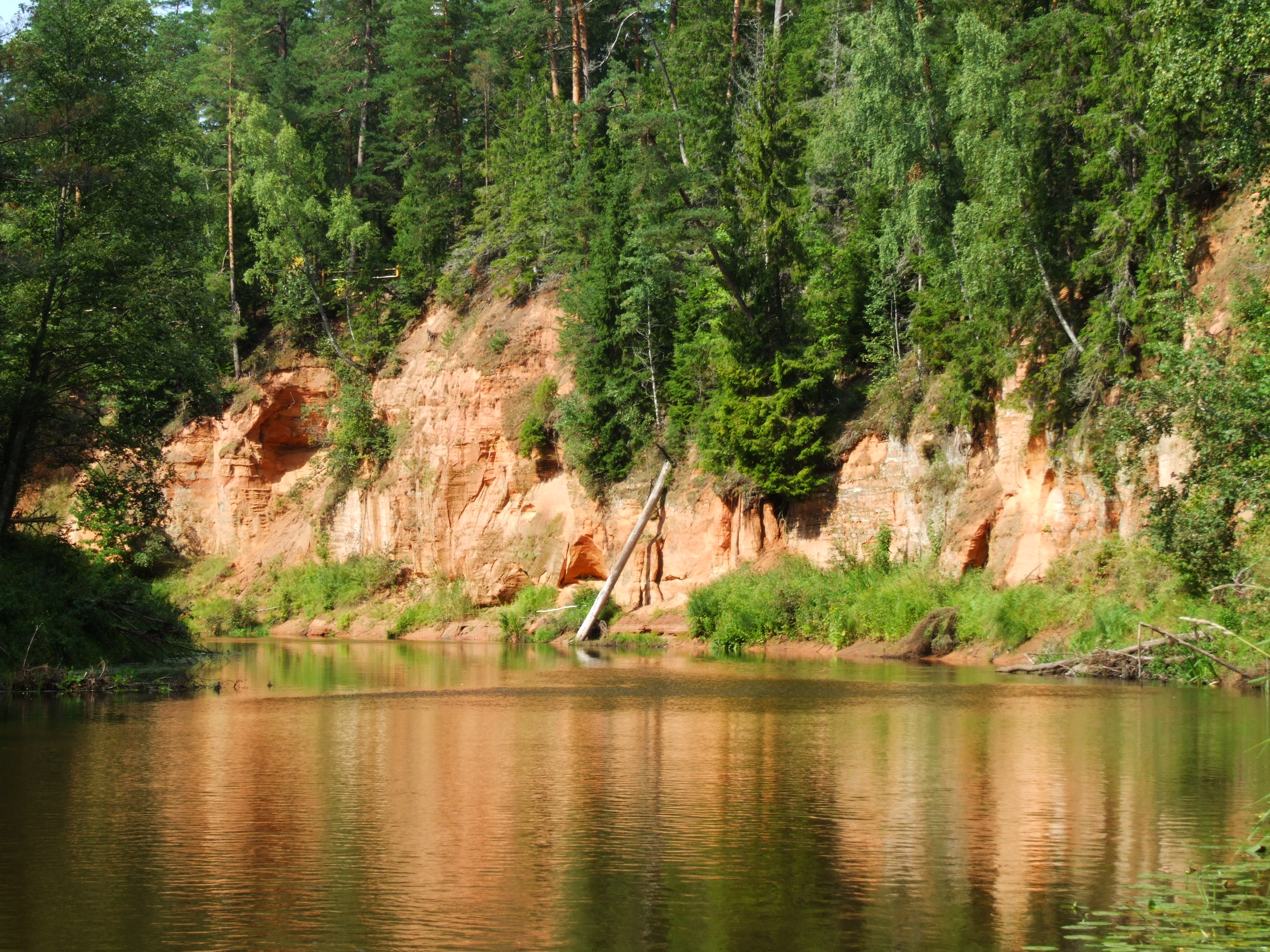
Гвоздична скеля (Neļķu klints)